# مهدی کاظم
مهدی کاظم (عربی: مهدی كاظم؛ زادهٔ  ۱ ژوئیه ۱۹۶۷) بازیکن فوتبال اهل عراق بود.
وی همچنین در تیم ملی فوتبال عراق بازی کرده‌است.